# Jon Blake
Paul Jonathan (Jon) Blake (Sydney, 10 december 1958 - Adelaide, 30 mei 2011) was een Australische acteur die in verschillende televisieseries en films te zien was. Na een auto-ongeluk in 1986 werd Blake gedwongen om te stoppen met acteren.

## Biografie
Blake werd geboren in een buitenwijk van Sydney als zoon van klassieke muzikanten. Hij was enig kind. Het gezin woonde afwisselend in Australië en Nieuw-Zeeland, maar toen Blake tien was werd definitief besloten om in Sydney te blijven wonen. In zijn puberteit trainde Blake om een professioneel bokser te worden en studeerde hij muziek aan het Conservatorium van Sydney. Naast zijn studie heeft Blake ook meegespeeld in een aantal studententheatergroepen en nam hij privé-acteerles. Blake maakte in 1977 zijn debuut in de soapserie The Restless Years, waar hij tot 1979 de rol van Alan Archer op zich zou nemen. Naast zijn rol in de soap bleef hij acteerlessen volgen en liep rond met de gedachte om een opleiding te gaan volgen aan de Stella Adler Studio of Acting in New York.
Na zijn vertrek bij The Restless Years bleef Blake werken voor televisieseries en films. Een van zijn bekendste rollen is die van Kapitein Flanagan in Anzacs. Vanwege zijn goede uiterlijk werd hij door het tijdschrift Cleo uitgeroepen tot een van de meest begeerlijke vrijgezellen van 1986. Door zijn charmante uitstraling en florerende carrière werd hij door enkelen genoemd als de nieuwe Mel Gibson. Op 1 december 1986 sloeg het noodlot echter toe. Nadat hij de laatste draaidag had gehad voor film The Lighthorsemen, waarvoor hij in de Australische woestijn draaide, raakte hij op de terugweg betrokken bij een auto-ongeval. Al snel dachten de doktoren dat hij het niet zou overleven, maar Blake overleefde het ongeluk. Blake was echter wel blijvend verlamd en kon niet meer praten.

### Rechtszaak
Na een lange periode van rechtszaken kreeg Blake een compensatie van 33,3 miljoen dollar, dat later terug zou worden gebracht tot 7,67 miljoen dollar. De rechter was tot deze beslissing gekomen omdat er 15% kans zou zijn geweest dat Blake uit had kunnen groeien tot een superster. George Miller, Hal McElroy, David Stratton en Peter Phelps getuigden in de zaak. 
- International Standard Name Identifier: 0000 0000 7840 9261
- Library of Congress Control Number: no2007130958
- Nationale Bibliotheek van Israël: 987007456321405171
- Virtual International Authority File: 66674423
- WorldCat: E39PBJd3RbW7GFfYRhBB8B6kDq